# Anigraea particolor
Anigraea particolor là một loài bướm đêm trong họ Noctuidae.